# المنطقة الشمالية الوسطى
المنطقة الشمالية الوسطى هي تقسيم إداري في المغرب ما بين 1971 و 1997. كانت المنطقة تمتد على كل من إقليم الحسيمة، إقليم تاونات، إقليم تازة، إقليم صفرو، إقليم بولمان، إقليم مولاي يعقوب و عاصمة المنطقة عمالة فاس. تمتد المنطقة الشمالية الوسطى على 43,950 كلم².